# Ein Sommer im Burgenland
Ein Sommer im Burgenland ist ein deutscher Fernsehfilm von Karola Meeder aus dem Jahr 2015. Bei dem in der Rubrik „Herzkino“ startenden ZDF-Sonntagsfilm handelt es sich um die vierzehnte Folge der Filmreihe Ein Sommer in …, die an wechselnden Schauplätzen der Welt spielt.

## Handlung
Maria Graf ist von ihrer Wahlheimat Köln in ihre ursprüngliche Heimat in das idyllische Städtchen Rust am Neusiedler See gereist, wo sie vor der Pension „Zum Storch“ aus dem Taxi steigt und hinauf auf die Dächer mit den vielen Störchen blickt. In der Pension muss sie feststellen, dass alle Zimmer belegt sind. Doch ein freundlicher Herr nimmt sich ihrer an und weiß Rat.
Eine Postkarte an ihren Sohn Paul hat Maria ins Burgenland geführt, denn hier soll seine Freundin Nina leben, die Paul in einer kurzen Nachricht wissen ließ, dass er bald Vater wird. Diese Nachricht hat Maria erhalten, nicht aber ihr Sohn, der von Ninas Schwangerschaft nichts ahnt. Nina arbeitet in Rust als Segellehrerin, Paul hingegen ist gerade geschäftlich in Schanghai. Als Maria auf Nina trifft, bietet sie der jungen Frau ihre Unterstützung an. Nina begegnet jedoch der potenziellen Schwiegermutter reserviert und lehnt jede Hilfe entschieden ab. Um ihr näherzukommen, meldet sich Maria kurzerhand für Ninas Segelkurs für Anfänger an, was der jungen Frau so gar nicht gefällt. 
Ganz anders hingegen Ninas Onkel Harald, der Maria freundlich entgegentritt: Er ist es, der ihr bereits bei ihrer Ankunft in der Pension behilflich war. Er bietet Maria an, ihr die Gegend zu zeigen, was sie annimmt. Als sie mit ihm durch die Umgebung streift, weckt dies bei ihr Kindheitserinnerungen an die Zeit, als sie mit ihrer Familie auf der Flucht aus Ungarn in den Westen war.

## Hintergrund
Die Dreharbeiten von Ein Sommer im Burgenland umfassten 21 Tage und erstreckten sich vom 15. Juli 2014 bis zum 13. August 2014 an Schauplätzen in Rust am Neusiedlersee. Für Regisseurin Karola Meeder war es nach Ein Sommer in Amsterdam der zweite Film, den sie für die ZDF-Herzkino-Reihe inszenierte.

## Kritik
Die Kritiker der Fernsehzeitschrift TV Spielfilm zeigten mit dem Daumen zur Seite, sprachen von einem „TV-Familiendramolett in Österreichs „ungarischstem“ Bundesland“, dessen „Story förmlich nach langen Rückblenden [schreit], die hier wohl aus Kostengründen flachfielen. Was bleibt, ist eine schmalzige, doch immerhin nicht völlig hohle Seniorenromanze in einer schönen und ungewöhnlichen Landschaft“. Die kritische Zusammenfassung daher: „Halbgar und schnulzig, aber leidlich originell“.